# Okręg Condom
Okręg Condom (fr. Arrondissement de Condom) – okręg w południowo-zachodniej Francji. Populacja wynosi 62 200.

## Podział administracyjny
W skład okręgu wchodzą następujące kantony:
- Cazaubon,
- Condom,
- Eauze,
- Fleurance,
- Lectoure,
- Mauvezin,
- Miradoux,
- Montréal,
- Nogaro,
- Saint-Clar,
- Valence-sur-Baïse.